# Saint-Maxire
Saint-Maxire és un municipi francès situat al departament de Deux-Sèvres i a la regió de la Nova Aquitània. L'any 2007 tenia 1.132 habitants.

## Demografia

### Població
El 2007 la població de fet de Saint-Maxire era de 1.132 persones. Hi havia 426 famílies de les quals 68 eren unipersonals (36 homes vivint sols i 32 dones vivint soles), 155 parelles sense fills, 175 parelles amb fills i 28 famílies monoparentals amb fills.
La població ha evolucionat segons el següent gràfic:
Habitants censats

### Habitatges
El 2007 hi havia 455 habitatges, 435 eren l'habitatge principal de la família, 13 eren segones residències i 7 estaven desocupats. 449 eren cases i 5 eren apartaments. Dels 435 habitatges principals, 357 estaven ocupats pels seus propietaris, 66 estaven llogats i ocupats pels llogaters i 12 estaven cedits a títol gratuït; 8 tenien dues cambres, 35 en tenien tres, 105 en tenien quatre i 287 en tenien cinc o més. 363 habitatges disposaven pel capbaix d'una plaça de pàrquing. A 139 habitatges hi havia un automòbil i a 282 n'hi havia dos o més.

### Piràmide de població
La piràmide de població per edats i sexe el 2009 era:
| Homes | Edats   | Dones |
| ----- | ------- | ----- |
| 0     | 95 o +  | 4     |
| 0     | 90 a 94 | 8     |
| 0     | 85 a 89 | 4     |
| 8     | 80 a 84 | 4     |
| 4     | 75 a 79 | 8     |
| 32    | 70 a 74 | 20    |
| 12    | 65 a 69 | 20    |
| 12    | 60 a 64 | 32    |
| 32    | 55 a 59 | 24    |
| 68    | 50 a 54 | 40    |
| 44    | 45 a 49 | 44    |
| 52    | 40 a 44 | 64    |
| 52    | 35 a 39 | 56    |
| 24    | 30 a 34 | 32    |
| 36    | 25 a 29 | 28    |
| 28    | 20 a 24 | 16    |
| 52    | 15 a 19 | 48    |
| 40    | 10 a 14 | 24    |
| 64    | 5 a 9   | 52    |
| 28    | 0 a 4   | 20    |

## Economia
El 2007 la població en edat de treballar era de 766 persones, 616 eren actives i 150 eren inactives. De les 616 persones actives 592 estaven ocupades (299 homes i 293 dones) i 25 estaven aturades (14 homes i 11 dones). De les 150 persones inactives 65 estaven jubilades, 58 estaven estudiant i 27 estaven classificades com a «altres inactius».

### Ingressos
El 2009 a Saint-Maxire hi havia 444 unitats fiscals que integraven 1.187 persones, la mediana anual d'ingressos fiscals per persona era de 21.629,5 €.

### Activitats econòmiques
Dels 29 establiments que hi havia el 2007, 1 era d'una empresa extractiva, 1 d'una empresa alimentària, 7 d'empreses de construcció, 4 d'empreses de comerç i reparació d'automòbils, 1 d'una empresa de transport, 1 d'una empresa d'hostatgeria i restauració, 1 d'una empresa financera, 1 d'una empresa immobiliària, 3 d'empreses de serveis, 5 d'entitats de l'administració pública i 4 d'empreses classificades com a «altres activitats de serveis».
Dels 9 establiments de servei als particulars que hi havia el 2009, 1 era una oficina bancària, 1 taller de reparació d'automòbils i de material agrícola, 2 paletes, 1 lampisteria, 2 electricistes i 2 perruqueries.
L'únic establiment comercial que hi havia el 2009 era una fleca.
L'any 2000 a Saint-Maxire hi havia 17 explotacions agrícoles que ocupaven un total de 1.100 hectàrees.

## Equipaments sanitaris i escolars
El 2009 hi havia 1 escola maternal i 1 escola elemental.

## Poblacions més properes
El següent diagrama mostra les poblacions més properes.